# Rémi Garde
Rémi Garde (nacido el 3 de abril de 1966 en L'Arbresle, Rhône) es un exfutbolista y entrenador francés. Actualmente está libre tras dejar el Montreal Impact de la Major League Soccer.

## Carrera como jugador
Garde comenzó su carrera como futbolista en el Olympique de Lyon en 1982. Con este equipo logró ascender a la Ligue 1 en 1989. Jugando como centrocampista defensivo o volante de contención, Garde se convirtió en capitán del OL y debutó con la selección de fútbol de Francia en enero de 1990 en un encuentro amistoso contra Kuwait. Garde se retiró con seis internacionalidades y fue, entre otros, miembro del combinado francés que disputó la Eurocopa 1992. Después de una larga trayectoria en Lyon, Garde dejó el club en 1993, cuando fichó por el RC Strasbourg. Allí permaneció tres temporadas y alcanzó la final de la Copa de Francia en 1995.
Garde cambió la Ligue 1 por la Premier League en agosto de 1996, cuando fichó por el Arsenal tras recomendación de Arsène Wenger, que por entonces era entrenador del Nagoya Grampus japonés. Garde llegó al Arsenal el mismo día que Patrick Vieira, aunque a diferencia de este, el ex del Lyon llegó con la vitola de jugador experimentado que podría alternar banquillo y titularidad. Mientras Vieira era un fichaje de futuro, Garde fue contratado para aportar su veteranía al conjunto londinense. Garde acabó siendo recordado por su elegante estilo de corte de balón y por hacer de perfecto recambio para el propio Vieira y Emmanuel Petit. A lo largo de tres años el francés acumuló un total de 45 encuentros con el Arsenal y fue miembro aquel equipo bicampeón de Premier League y FA Cup en la temporada 1997-1998.
Su edad y las continuas lesiones limitaron el potencial de Garde, que decidió retirarse del fútbol en activo en junio de 1999, justo después de una temporada en la que el Arsenal casi consigue un nuevo doblete (finalizaron segundos en la liga y fueron eliminados en la semifinal de la FA Cup por parte del Manchester United). Inesperadamente Garde decidió volver a los terrenos de juego después de anunciar su retirada para jugar con el Carlisle United con el que jugó varios encuentros en las categorías inferiores del fútbol inglés antes de verse de nuevo obligado a dejarlo. En total, disputó 300 partidos y marcó 25 goles.

## Carrera como entrenador
Después de una etapa en la que trabajó como comentarista deportivo para una cadena de televisión francesa, Garde volvió a su antiguo club en 2003 como técnico y ayudó al Lyon a ganar la Ligue 1 en las temporadas 2003-04 y 2004-05. 

### Asistente del Olympique de Lyon
Tras la marcha de Paul Le Guen en el verano de 2005, Garde se convirtió en asistente de su sustituto Gérard Houllier.
En mayo de 2007, con su contrato como entrenador asistente a punto de expirar, Garde estuvo relacionado con un supuesto regreso al Arsenal. La creación por parte del club londinense de la figura de ‘Director de fútbol’ para sustituir al vicepresidente saliente David Dein alimentó los rumores de la llegada del francés al Arsenal FC, un movimiento que finalmente no se produjo. En 2010, trabajó como director del centro de entrenamiento del Olympique de Lyon. 

### Entrenador del Olympique de Lyon
Meses después, el 22 de junio de 2011, Garde fue nombrado nuevo entrenador del Olympique de Lyon en sustitución de Claude Puel. En su debut como primer entrenador en la Ligue 1 (temporada 2011-12) llevó al equipo lionés al cuarto puesto en el campeonato local, fue eliminado en octavos de final de la Liga de Campeones, fue subcampeón de la Copa de la Liga  y ganó la Copa de Francia, lo que le valió la renovación.
En la temporada 2012-13, el Lyon mejoró en el torneo doméstico, ya que terminó como tercer clasificado y por consiguiente se clasificó para la ronda previa de la Liga de Campeones; aunque en cambio no pudo repetir final de la Copa de la Liga ni revalidar el título de campeón de Copa.
La temporada 2013-14 es más complicada para el Lyon: en primer lugar, es eliminado en la previa de la Champions y se ve relegado a la Europa League, donde llegaría hasta los cuartos de final, siendo derrotado por la Juventus. En la Ligue 1 comienza ganando los dos primeros partidos, pero luego entra en una mala racha y termina la primera vuelta en una decepcionante 10.ª posición. Alcanzó nuevamente la final de la Copa de la Liga, pero cayó de nuevo, esta vez ante el París Saint-Germain. El 13 de mayo de 2014, Garde confirma que no renovará su contrato con el Lyon, alegando "motivos familiares y personales". Se despidió del conjunto francés con una victoria que certificaba el 5º lugar (clasificatorio para la Europa League) en la Ligue 1.

### Entrenador del Aston Villa
Tras un año sabático, Garde emprendió una aventura en el extranjero en noviembre de 2015, firmando por el Aston Villa de la Premier League hasta 2019, con el objetivo de enderezar el rumbo del equipo tras ubicarse último en la tabla de posiciones, con cuatro puntos en once fechas disputadas. Su primer partido al frente de los villanos fue en un empate 0-0 ante Manchester City, líder de la tabla hasta entonces. Logró su primera victoria con su nuevo equipo en el 11º partido, contra el Crystal Palace, rompiendo así una sequía de 19 partidos sin ganar. El 29 de marzo de 2016, club y entrenador rescindieron el contrato que les vinculaba "de mutuo acuerdo". Garde no pudo revertir una situación ya muy complicada a su llegada y dejó al equipo de Birmingham como colista de la Premier League, con 16 puntos en 31 jornadas, con un balance de 2 victorias, 6 empates y 12 derrotas en el torneo doméstico, siendo uno de los peores entrenadores (estadísticamente hablando) que ha pasado por la Premier League.

### Año sabático
En octubre de 2016, Garde rechazó una oferta del FC Lorient porque su prioridad era entrenar en el extranjero.

### Entrenador del Montreal Impact
El 8 de noviembre de 2017, se incorporó al Montreal Impact de la Major League Soccer. El 21 de agosto de 2019, el club anunció su destitución.

## Clubes

### Como jugador
| Club              | País       | Años      | Partidos | Goles |
| ----------------- | ---------- | --------- | -------- | ----- |
| Olympique de Lyon | Francia    | 1987-1993 | 145      | 22    |
| RC Strasbourg     | Francia    | 1993-1996 | 124      | 3     |
| Arsenal           | Inglaterra | 1996-1999 | 31       | 0     |

### Como entrenador
| Club              | País       | Años      | P   | PG | PE | PP | % g.  |
| ----------------- | ---------- | --------- | --- | -- | -- | -- | ----- |
| Olympique de Lyon | Francia    | 2011-2014 | 166 | 84 | 37 | 45 | 58.03 |
| Aston Villa       | Inglaterra | 2015-2016 | 23  | 3  | 7  | 13 | 23.19 |
| Montreal Impact   | Canadá     | 2017-2019 | 67  | 28 | 9  | 30 | 46.27 |